# Letland op het Eurovisiesongfestival 2004
Letland nam deel aan het Eurovisiesongfestival 2004 in Istanboel, Turkije. Het was de 5de deelname van het land op het Eurovisiesongfestival. De selectie verliep via het jaarlijkse Eirodziesma, waarvan de finale plaatsvond op 28 februari 2004. LTV was verantwoordelijk voor de Letse bijdrage voor de editie van 2004.

## Selectieprocedure
De nationale finale werd gehouden op 28 februari 2004.
In totaal deden er tien artiesten mee aan deze finale en de winnaar werd gekozen door middel van televoting. 
Er waren twee ronden, na de eerste ronde bleven er maar drie artiesten over.

| Volgorde | Artiest                        | Lied                   | Punten | Plaats | Punten | Plaats |
| -------- | ------------------------------ | ---------------------- | ------ | ------ | ------ | ------ |
| 1.       | Fomins & Kleins                | Dziesma par laimi      | 18830  | 2      | 41297  | 1      |
| 2.       | Kristīne Broka & Santa Zapacka | Angels Song            | 4835   | 8      |        |        |
| 3.       | 4.elements                     | Ready                  | 5374   | 7      |        |        |
| 4.       | Tatjana Timčuka                | Lika a Star            | 13393  | 3      | 18879  | 3      |
| 5.       | Rain                           | Let Me                 | 3389   | 9      |        |        |
| 6.       | C-Stones                       | All You Know           | 9318   | 4      |        |        |
| 7.       | Johny Salamander & Meldra      | We Share The Sun       | 19646  | 1      | 37844  | 2      |
| 8.       | Chilli                         | Not That Everyday Girl | 5888   | 6      |        |        |
| 9.       | Z-Scars                        | Runaway                | 18 951 | 5      |        |        |
| 10.      | Amber                          | Fly Away With You      | 1347   | 10     |        |        |

## In Istanboel
Op het festival in Turkije moest Letland aantreden als 4de tijdens de halve finale, net na Zwitserland en voor Israël.
Op het einde van de puntentelling bleek dat Letland 17de was geworden met 23 punten. Dit was niet genoeg om de finale te bereiken.
België en Nederland hadden geen punten over voor deze inzending.

### Gekregen punten

#### Halve Finale
| 12 punten | 10 punten               | 8 punten | 7 punten                   | 6 punten   |
| --------- | ----------------------- | -------- | -------------------------- | ---------- |
|           |                         |          |                            | - Litouwen |
| 5 punten  | 4 punten                | 3 punten | 2 punten                   | 1 punt     |
| - Estland | - Ierland - Wit-Rusland |          | - Israël - Noord-Macedonië |            |

### Punten gegeven door Letland

#### Halve Finale
Punten gegeven in de halve finale:
| Punten    | Land                 |
| --------- | -------------------- |
| 12 punten | Estland              |
| 10 punten | Oekraïne             |
| 8 punten  | Litouwen             |
| 7 punten  | Malta                |
| 6 punten  | Griekenland          |
| 5 punten  | Albanië              |
| 4 punten  | Servië en Montenegro |
| 3 punten  | Cyprus               |
| 2 punten  | Nederland            |
| 1 punt    | Kroatië              |

#### Finale
Punten gegeven in de finale:
| Punten    | Land                 |
| --------- | -------------------- |
| 12 punten | Oekraïne             |
| 10 punten | Rusland              |
| 8 punten  | Zweden               |
| 7 punten  | Griekenland          |
| 6 punten  | Malta                |
| 5 punten  | Servië en Montenegro |
| 4 punten  | Cyprus               |
| 3 punten  | Verenigd Koninkrijk  |
| 2 punten  | Turkije              |
| 1 punt    | Albanië              |